# Chace Crawford
Pour les articles homonymes, voir Crawford.
Chace Crawford, né le 18 juillet 1985 à Lubbock (Texas), est un acteur américain.
Il est principalement connu pour le rôle de Nathaniel « Nate » Archibald dans la série télévisée Gossip Girl puis celui de Kevin Moskowitz / l'Homme-poisson (The Deep) dans la série The Boys.

## Biographie

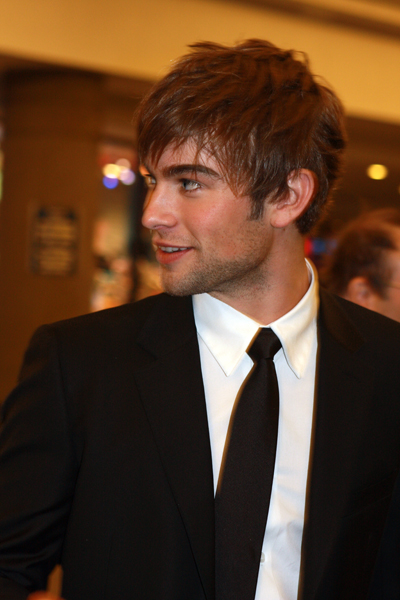
Chace Crawford.

Christopher Chace Crawford est né le 18 juillet 1985 à Lubbock, au Texas. Son père, Chris, est dermatologue et sa mère, Dana, est professeure. Il a une sœur cadette, Candice, étudiante en journalisme et Miss Missouri 2008.
Il grandit à Bloomington, dans le Minnesota, pendant quelques années, puis il obtient son diplôme en 2003, au Lycée Trinity Christian Academy, où il joue régulièrement au football, ainsi qu’au golf, avant d’entreprendre de s’inscrire à l'université Pepperdine à Malibu, en Californie, où il devient membre de la confrérie Sigma Nu.

### Vie privée
En 2010, il déclare dans une interview, avoir été diagnostiqué TDAH durant son enfance,.
Entre 2015 et 2019, il a été en couple avec Rebecca Rittenhouse, rencontrée sur le tournage de Blood and Oil.

## Carrière
Il commence sa carrière au cinéma en 2006 dans le film Le Pacte du sang, il retrouvera Sebastian Stan après dans Gossip Girl.
En 2007, il décroche le rôle de Nathaniel Archibald dans la série Gossip Girl, aux côtés de Leighton Meester, Blake Lively, Ed Westwick et Penn Badgley, qui obtient un large succès. Il a été récompensé à quatre reprises aux Teen Choice Awards dont trois fois dans la catégorie du meilleur acteur dans une série dramatique pour son rôle.
En 2009, il incarne le petit ami de Leona Lewis dans le clip de la chanson I Will Be. L'année suivante, il est à l'affiche de Twelve dans lequel figurent également Emma Roberts et 50 Cent.
En 2012, après la fin de Gossip Girl, il est présent dans deux films : Peace, Love, & Misunderstanding de Bruce Beresford et Ce qui vous attend si vous attendez un enfant.
En 2014, joue dans le 100e épisode de Glee, où il y incarne le petit ami de Quinn Fabray jouée par Dianna Agron. Il est également au casting du film Mountain Men de Cameron Labine.
En 2016, il obtient un petit rôle dans L'Exception à la règle de Warren Beatty, ainsi que dans le film Undrafted de Joseph Mazzello. L'année d'après il retrouve un rôle à la télévision dans Casual et tourne dans I Do... Until I Don't de Lake Bell et Eloise de Robert Legato.
En 2019, il incarne le tueur Charles "Tex" Watson dans Charlie Says de Mary Harron, le film est diffusé lors du Festival du cinéma Américain de Deauville 2019. Il décroche également un rôle dans la série The Boys aux côtés d'Erin Moriarty, Antony Starr, Dominique McElligott, ou encore Jessie Usher. La série est diffusée sur Prime Video.
En 2020, il est à l'affiche du thriller Inheritance de Vaughn Stein avec Lily Collins, Simon Pegg et Connie Nielsen.

## Filmographie

### Cinéma
- 2006 : Le Pacte du sang (The Covenant) de Renny Harlin : Tyler Simms
- 2008 : La Malédiction de Molly Hartley (The Haunting of Molly Hartley) de Mickey Lidell : Joseph Young
- 2008 : Loaded d'Alan Pao : Hayden Price
- 2010 : Twelve de Joel Schumacher : White Mike
- 2012 : Peace, Love, & Misunderstanding de Bruce Beresford : Cole
- 2012 : Ce qui vous attend si vous attendez un enfant (What to Expect When You're Expecting) de Kirk Jones : Marco
- 2012 : Responsible Adults : Baxter Wood
- 2014 : Mountain Men de Cameron Labine : Cooper
- 2015 : Cry of Fear de Skyler Harris : Mike
- 2016 : L'Exception à la règle (Rules Don't Apply) de Warren Beatty : Jeune acteur
- 2016 : Undrafted de Joseph Mazzello : Arthur Barone
- 2017 : I Do... Until I Don't de Lake Bell : Egon
- 2017 : Eloise de Robert Legato : Jacob Martin
- 2018 : All About Nina d'Eva Vives : Joe
- 2019 : Charlie Says de Mary Harron : Charles « Tex » Watson
- 2019 : Nighthawks de Grant S. Johnson : Stan
- 2020 : Bloodline (Inheritance) de Vaughn Stein : William Monroe

### Télévision

#### Séries télévisées
- 2007–2012 : Gossip Girl : Nate Archibald (121 épisodes)
- 2009 : Cavalcade of Cartoon Comedy
- 2014 : Glee : Biff McIntosh
- 2015 : Blood and Oil : Billy LeFever (10 épisodes)
- 2017–2018 : Casual : Byron (3 épisodes)
- depuis 2019 : The Boys : L'Homme-poisson / Kevin Moskowitz (24 épisodes)
- 2022 : The Boys présentent : Les Diaboliques : L'Homme-poisson / Kevin Moskowitz (voix)

#### Séries d'animation
- 2009 : Robot Chicken : John Connor (voix)
- 2008–2010 : Les Griffin (Family Guy) : Luke / le petit ami / Jock (voix)

#### Téléfilms
- 2006 : Rendez-moi mon fils ! (Long Lost Son) de Brian Trenchard-Smith : Matthew Williams / Mark Halloran

## Distinctions

### Récompenses
- Teen Choice Awards 2008 : Meilleur espoir dans une série télévisée dramatique pour Gossip Girl
- Teen Choice Awards 2009 : Meilleur acteur dans une série télévisée dramatique pour Gossip Girl
- Teen Choice Awards 2010 : Meilleur acteur dans une série télévisée dramatique pour Gossip Girl
- Teen Choice Awards 2011 : Meilleur acteur dans une série télévisée dramatique pour Gossip Girl

### Nominations
- Teen Choice Awards 2008 : Meilleur acteur dans une série télévisée dramatique pour Gossip Girl
- Teen Choice Awards 2009 : Acteur le plus hot
- People's Choice Awards 2011 : acteur dramatique TV préféré dans une série télévisée dramatique pour Gossip Girl et acteur préféré dans une nouvelle série télévisée dramatique pour Blood and Oil

## Voix francophones
En France, Rémi Bichet est la voix régulière de Chace Crawford, le doublant à la fois dans Gossip Girl, Twelve, The Boys ou encore son spin-off Les Diaboliques.
Il est doublé à titre exceptionnel par Antoine Schoumsky dans Le Pacte du sang, Yoann Sover dans Rendez-moi mon fils !, Julien Allouf dans Ce qui vous attend si vous attendez un enfant et Jean-Baptiste Marcenac dans Casual.
Au Québec, il a été doublé à deux reprises par Éric Bruneau dans Comment prévoir l'imprévisible et Succession mais aussi par Philippe Martin dans Le Cauchemar de Molly Hartley.